# انجمن دیرین‌شناسی مهره‌داران
انجمن دیرین‌شناسی مهره‌داران (به انگلیسی: Society of Vertebrate Paleontology) یک سازمان حرفه‌ای است که در سال ۱۹۴۰ در ایالات متحده برای پیشرفت علم دیرین‌شناسی مهره‌داران در سراسر جهان بنیان‌گذاری شد.